# St. Emmeram (Harpolden)
Die Filialkirche St. Emmeram ist die katholische Dorfkirche von Harpolden, einem Ortsteil der Gemeinde Egglkofen (Oberbayern).

## Geschichte
Die Kirche wurde im 14. Jahrhundert im Stil der Gotik errichtet. Im frühen 18. Jahrhundert erfolgte der barocke Ausbau des Langhauses. Gleichzeitig wurde eine Sakristei angebaut.

## Beschreibung
Die Kirche ist aus Backstein errichtet, aber heute geschlämmt, so dass zwar die Struktur des Mauerwerks erkennbar ist, aber nicht seine Farbe. Den eingezogenen quadratischen Chores überspannt ein Kreuzgewölbe. Das Langhaus ist flachgedeckt. An der Westseite der Kirchturm mit spitzer Haube, der durch zweimal abgesetzte Eckstreben gegliedert wird. Sein oberer Teil wurde erneuert.
Zur Kirche zugehörig ist ein ummauerter Friedhof.